# Ommatius hierroi
Ommatius hierroi là một loài ruồi trong họ Asilidae. Ommatius hierroi được Scarbrough miêu tả năm 2003. Loài này phân bố ở vùng Tân nhiệt đới.